# Zoltán István
Zoltán István (Miskolc, 1946. december 9. –) magyar villamosmérnök, egyetemi docens, feltaláló. Két leánya és nyolc unokája van.

## Tanulmányai
- Görgey Artúr Általános Iskola (Miskolc).
- Kossuth Lajos Általános Iskola (Miskolc).
- 1962-1965 Bláthy Ottó Villamosenergiaipari Technikum (Miskolc).
- 1966-1971 BME Villamosmérnöki Kar, Budapest.

## Diploma
okleveles villamosmérnök, 1971

### Fokozatok
- egyetemi doktor, 1978
- műszaki tudomány kandidátusa, 1987

### Továbbképzések
- Közgazdasági Továbbképző Intézet, Budapest, 1982-1984, Felsőfokú iparjogvédelmi szakképesítés, szabadalmi ügyvivő, 1984, Schneider Electric Hungária Villamossági Rt. Oktatóközpontja, 2004

### Nyelvtudás
- Német felsőfok, angol középfok, orosz alapfok

## Munkahelyei
- Budapesti Műszaki és Gazdaságtudományi Egyetem, Villamosmérnöki és Informatikai Kar, Méréstechnika és Információs Rendszerek Tanszék. Tudományos munkatárs 1971-1972, egyetemi tanársegéd 1972-1979, egyetemi adjunktus 1980-1989, egyetemi docens, 1989-től.
- Miskolci Egyetem, 1992-1993, félállású egyetemi docens.
- CALIN Elektronika Kft. Alapító 1997-től.

## Kutatási területe
- Áram, feszültség és impedancia mérése.
- Mérőtranszformátorok kalibrálási módszerei és eszközei. Normál áramváltók.
- Impedanciaszintézis és -analízis módszerei és eszközei. Mesterséges impedanciák.
- Önkalibráló, önkorrigáló műszerek. Modellalapú kalibrálás. Ferromágneses anyagok vizsgálata.

## K+F tevékenység és eredményei

### Jelentősebb projektek

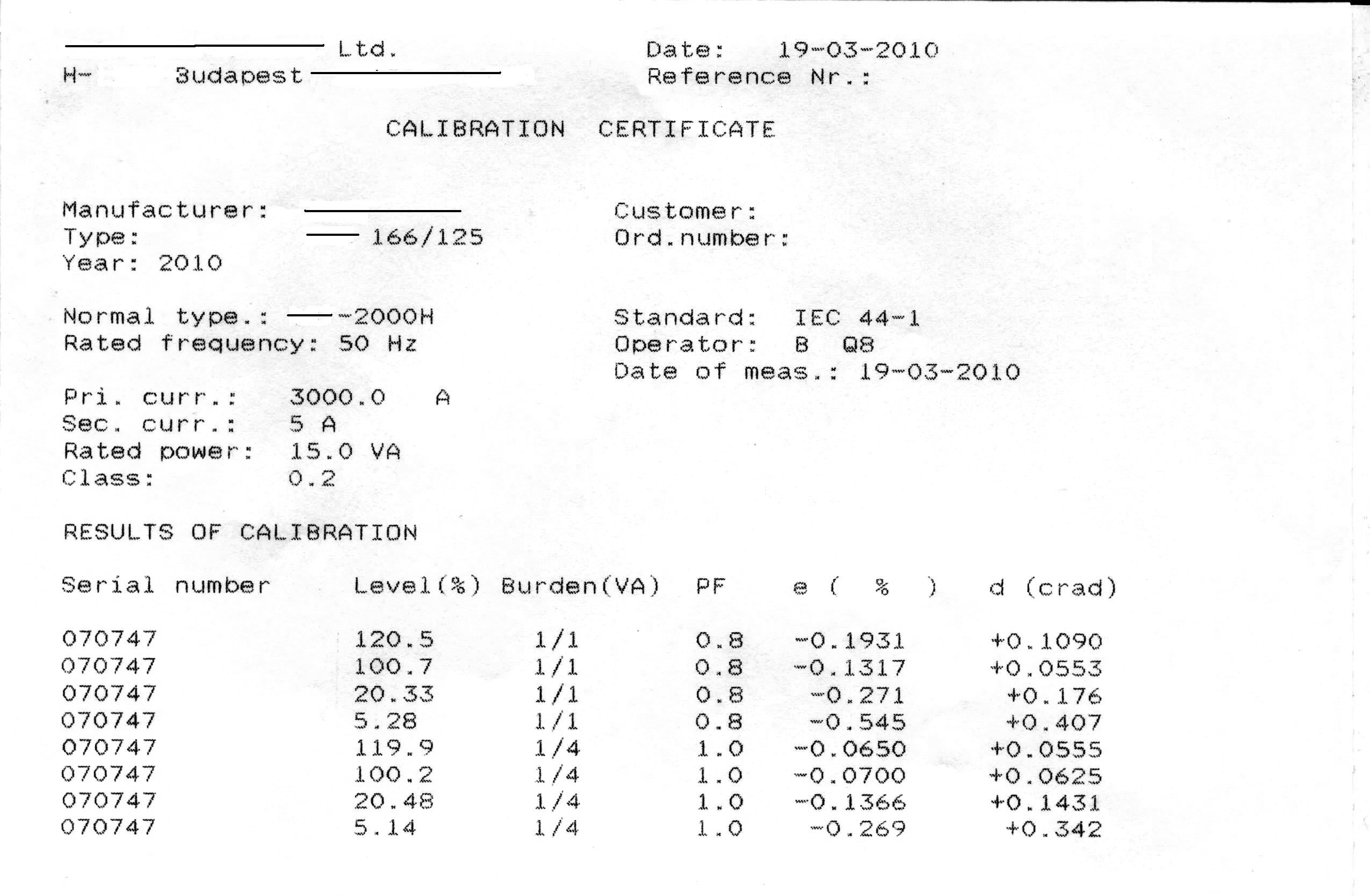
Számítógépes mérési jegyzőkönyv áramváltó ellenőrzéséről

| Kalibráló műszerek, standardok, analizátorok fejlesztése       | OMFB   | 1991-1993 | témavezető |
| Áramváltó kalibráló műszer kifejlesztése                       | OMH    | 1993      | témavezető |
| Teljesítményszabályzó és normál áramváltó kifejlesztése        | OMH    | 1994      | témavezető |
| Kalibráló műszerek                                             | E.H.P. | 1994      | témavezető |
| Számítógépes mérőrendszer áramváltók gyártásközi ellenőrzésére | GANZ   | 1994–1995 | témavezető |
| Számítógépes mérőrendszer áramváltók kalibrálására             | ELMŰ   | 1994–1995 | témavezető |

## Publikációs lista
- Zoltán István: Méréstechnika. Egyetemi tankönyv. (Műegyetemi Kiadó. 1997)
- Zoltán István: Az iskola nem csavargyár. (CALIN. 2006. ISBN 963-229-253-7) online

### Könyvfejezet
- Zoltán István: Egyenáram és egyenfeszültség mérése. Főszerkesztő Dr. Schnell László, Jelek és rendszerek méréstechnikája, Budapest, 1985, Műszaki Könyvkiadó, 797-828. old.
- Zoltán István: Measurement of Current and Voltage. Edited by L. Schnell, Technology of Electrical Measurements, 1993, John Wiley & Sons Ltd, pp. 49–122.(angolul)

### Disszertáció
- Zoltán István, Precíziós impedanciamérő hálózatok pontossága és frekvenciafüggése, Egyetemi doktori értekezés, Budapest, 1977, 100 oldal.
- Zoltán István, Elektronikus műterhek mérőtranszformátorok vizsgálatára, Kandidátusi értekezés, Budapest, 1986, 118 oldal.

### Egyéb publikációk
Rendszeresen publikál magyar, német, angol nyelven folyóiratokban, konferencia- és oktatási konferencia kiadványokban.

## Szabadalmai
- Zoltán István Electronic Load for Testing Transformers, United States Patent, No. 4.857.827.
- Zoltán István Electronic Load, UK Patent, GB 2.188.736B.
- Zoltán István Verfahren zur Reduzierung des Übertragungsfehlers in einem Stromwandler, sowie Präzisions-stromwandler, Erfindungspatent für die Schweiz und Liechtenstein, Patent Number: CH 667.939 A5.

## Szakmai és közéleti tevékenysége
- MATE[1] (tag) 1971-
- IMEKO[2] TC4 (magyar képviselő) 1985-2005
- Member of IEEE 1995-2003
- Senior Member of IEEE 2003-
- Magyar Feltalálók Egyesülete elnöke (2016-2023) (korábban alelnök, 1990-2016)
- MEE[3] Villamosenergia Mérési Társaság (elnök) 1996-2000
- OTKA Műszer Bizottság (tag) 2002-2004
- Nemzeti Akkreditáló Testület, Metrológiai Akkreditáló Bizottság (tag) 1998-2005
- Magyar találmányok külföldi bejelentésének támogatására benyújtott pályázatokat véleményező Bíráló Bizottság (tag) 2002-2007
- KDNP oktatási és tudományos szakbizottság (tag) 2007-2011

## Kitüntetései
- Kiváló feltaláló (ezüst fokozat), 1982
- Kiváló feltaláló (arany fokozat), 1985
- Jedlik Ányos-díj, 2004